# Angélica Rivera

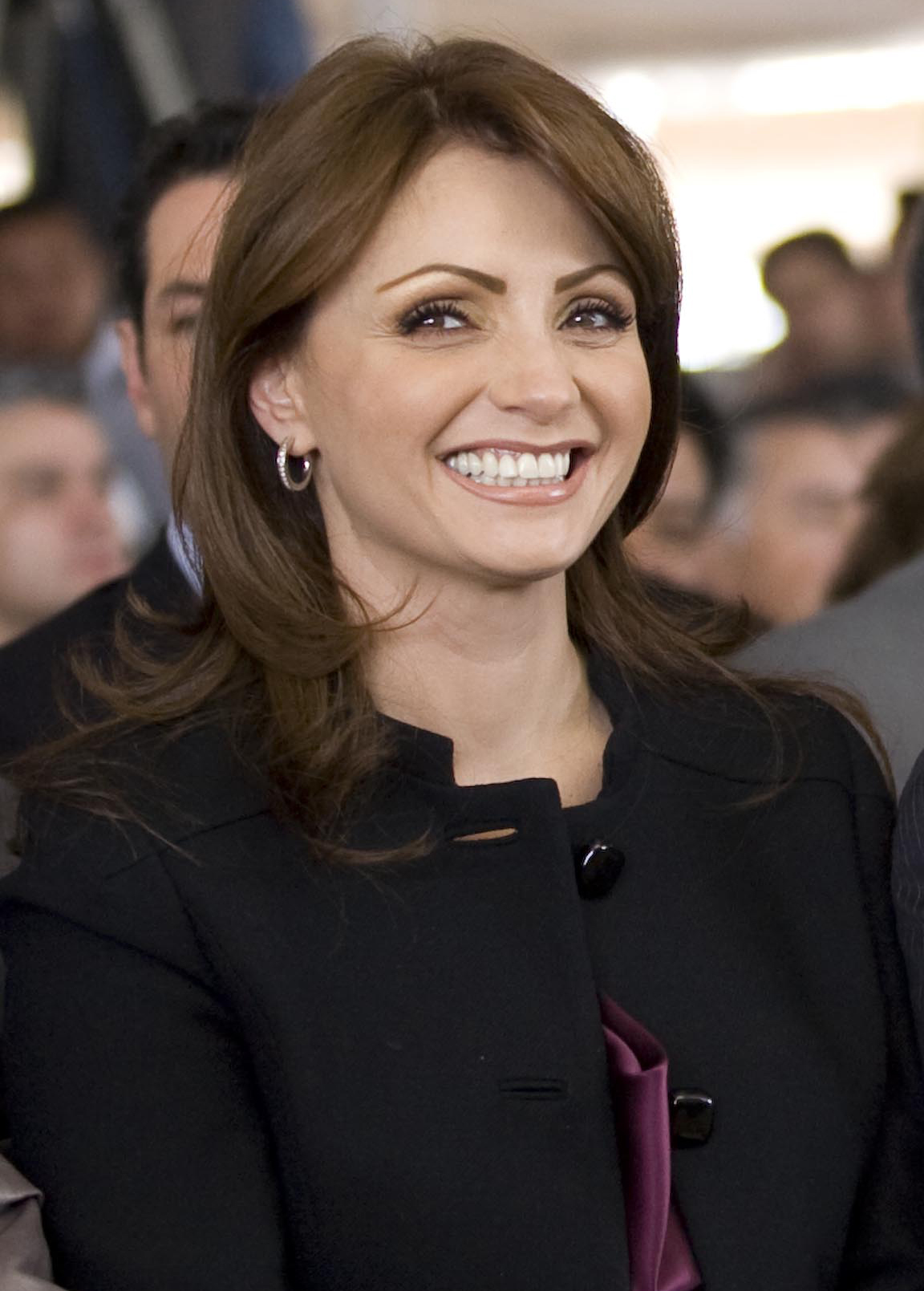
Angélica Rivera

Angélica Rivera (* 2. August 1969 in Mexiko-Stadt) ist eine mexikanische Schauspielerin in Telenovelas.  Sie war von 2010 bis 2019 mit dem ehemaligen Staatspräsidenten Enrique Peña Nieto verheiratet und war somit von 2012 bis 2018 Primera Dama de México.

## Karriere
Angélica Rivera spielte zwischen 1989 und 2007 in den Telenovelas des mexikanischen Medienkonzerns Televisa. Bekannt wurde sie 2007 durch die Telenovela Destilando amor, in welcher sie die Hauptrolle hatte und welche ihr den Spitznamen die Möwe (span. La gaviota) verschaffte.

## Persönliches
Von 2004 bis 2008 war sie mit dem mexikanischen Produzenten José Alberto Castro verheiratet. Zusammen haben sie drei Kinder.
Am 27. November 2010 heiratete sie Enrique Peña Nieto. Am 9. Februar 2019 teilte sie mit, dass sie die Scheidung eingereicht habe. Ihr Kauf eines exklusiven Anwesens in einem der wohlhabenderen Viertel in Mexiko-Stadt führte zu Vorwürfen der Bestechlichkeit im November 2014.